# Helen Fairbrother
Helen Fairbrother (...) è una modella britannica incoronata Miss International 1986.
Un anno dopo il suo trionfo, nel 1987, la Fairbrother partecipò a Miss Regno Unito per poter ottenere il diritto di rappresentare il Regno Unito al concorso di bellezza Miss Mondo. si piazzò al terzo posto, diventando la prima Miss International a partecipare a Miss Regno Unito ed arrivare sino alle semifinali.